# خفی علائی
خُفی علایی جرجانی (به عربی جرجانی) در مقدمه کتاب خفی علایی اشاره کرده که این کتاب را بعد از کتاب ذخیره خوارزمشاهی نوشته است به همین دلیل به نظر می‌رسد که جرجانی کار تألیف خفی علایی رابعد از سال پانصدو چهار هجری انجام داده است. این کتاب نیز همانند کتاب ذخیره خورزمشاهی در دوران زنده بودن جرجانی به شهرت رسیده بوده‌است بطوریکه نظامی عروضی سمرقندی در مقاله چهارم از کتاب چهار مقاله خود در باب دانش پزشکی و منابع اصلی آن می‌نویسد که هر پزشکی لازم است کتاب‌های :تحفه الملوک رازی، کفایه ابن مندویه اصفهانی، تدارک انواع الخطاء فی التدبیر الطبی بو علی و خفی علایی جرجانی را همیشه همراه داشته باشد. کتاب خفی علایی شامل اصول نظری و عملی رشته پزشکی است و به ویژه در مورد بهداشت و در مانهای فوری (اورژانس‌های پزشکی) تأکید دارد. با توجه به حجم کم این کتاب رونویسی آن به راحتی انجام می‌شده و بنابراین رونوشت‌های فراوانی از این کتاب در کتابخانه‌های ایران و جهان وجود دارد. کتاب خفی علایی درقرن نوزدهم میلادی درشهر (کانپور) وشهر (لنکهو) هندوستان به روش لیتوگرافی (چاپ سنگی) منتشر گردیده است (فهرست کتابهای فارسی چاپی آقای خان بابا مشار). این کتاب در سال ۱۳۶۹ توسط دکتر ولایتی و دکتر نجم‌آبادی بر اساس چند نسخه خطی و چاپی، مورد تصحیح انتقادی فرار گرفته و منتشر شده‌است. نامبردگان ابتدا پیشگفتاری دربارهٔ زندگی و آثار جرجانی نوشته، و بعلاوه توصیحات تخصصی پزشکی لازم را ئر آخر هر باب به مطلب مربوطه افزوده‌اند و آن را با نکات پزشکی روز تطبیق داده‌اند.

## ساختار کتاب
این کتاب، دارای دو بخش است. بخش اول، مباحث نظری و بخش دوم، مباحث عملی را در بر می‌گیرد.
بخش اول، دارای دو مقاله است که مقاله اول آن، در ۱۶ باب و مقاله دوم در ۷ باب تدوین یافته‌است.
بخش دوم، دارای هفت مقاله است و مقاله دوم آن، مشتمل بر ۱۸ باب می‌باشد.

## معرفی اجمالی
در کتاب خفی علائی با انواع بیماری‌ها و روشهای درمان آن به وسیلهٔ طب قدیم ایران آشنا می‌شویم. این کتاب اولین دانشنامه پزشکی به زبان فارسی می‌باشد که توسط حکیم سید اسماعیل جرجانی گردآوری شده‌است.
کتاب پزشکی خفی علایی از بزرگترین‌ها در زمینه خود است.
خفّی علایی یا خفّ علایی یا الخفّیه العلائیه، اثر طبی جرجانی به زبان پارسی است. جرجانی این کتاب مختصر را به نام سلطان علاءالدین اتسز خوارزمشاهی شاید در سال جلوس این شاه (۵۲۱ ق)، به پایان رسانده است.
نویسنده در دیباچه اثر خود، دربارهٔ وجه تسمیه آن، می‌نویسد: «علائی منسوب به علاءالدوله ــ از القاب اتسز خوارزمشاه ــ است. خفّی نیز منسوب به خف (= موزه و کفش) است». او ادامه می‌دهد که این کتاب را در دو مجلّد و به قطع مطوّل فراهم آورده تا شاهزادهٔ جوان بتواند آن‌ها را در موزه‌های خود بگذارد و همیشه همراه داشته باشد. این اثر در واقع خلاصه‌ای از ذخیره خوارزمشاهی است.

## محتویات
گرگانی (جرجانی) در مقدمه این کتاب چنین نوشته است که: چون کتاب ذخیره خوارزمشاهی بزرگ است، آن را خلاصه کرده و به احترام علاءالدین اتسز خوارزمشاهی آن را خفی علایی نام نهاده است تا در مواقع اضطراری (اورژانس) به راحتی در دسترس پزشک (طبیب) باشد. گرگانی در این مقدمه اعلام نموده که موارد جنبی کتاب‌های بزرگ را کنارگذاشته و مطالب اصلی و نکات کاربردی را مورد توجه قرار داده است. از دیدگاه گرگانی (جرجانی) دانش پزشکی دارای دو بخش علمی (نظری) و عملی (کاربردی) است، وی این دو بخش را (علم نظری) و (علم عملی) هم می‌نامد. گرگانی اشاره می‌کند که بخش کاربردی شاخه‌های زیادی دارد ولی اساسی‌ترین کار پزشک نگاهداشتن تندرستی یا تدبیرحفظ صحت(Hygiene Health Care) است. گرگانی می‌نویسد که دیگر وظیفه مهم پزشک پیش‌بینی و شناختن بیماری یا مقدمه المعرفه (Prognoses) یعنی تشخیص احوال بیمار و دوره بیماری و امید به زندگی بیمار است. گرگانی پزشکی نظری را مبتنی بر شواهد مربوط به امور طبیعی (نرمال) و غیرطبیعی (ابنرمال) می‌داند. وی پزشکی کاربردی یا طب عملی را دانشی می‌داند که در درجه اول بتواند تندرستی افراد تن درست را نگهداری نماید (حفظ صحت). همچنین اگر کسی بیمار شد پزشکی کاربردی بتواند بیماری وی را با دستورات، روش‌ها، داروهاو پرهیزهای مناسب درمان کند. بنابراین گرگانی مطالب علمی کتاب خفی علایی را دو بخش کرده‌است: علمی و عملی. وی مطالب بخش علمی کتاب خفی علایی را دو مقاله نوشته است.
مقاله اول، در مورد بهداشت و پیشگیری است (با عنوان: اندر تدبیر حفظ صحت). در این مقاله شانزده باب وجود دارد که عبارتند از:در تدبیر هوا. در تدبیر فصل‌های سال. در تدبیر شهرها و مسکن. در تدبیر جامه پوشیدن. در تدبیر غذا. در تدبیر آب. در تدبیر شراب در تدبیر خواب و بیداری. در تدبیر حرکت و سکون. در تدبیر استفراغ در داروی مسهل. در تدبیر استفراغ به داروی قی. در تدبیر فصد (رگ زنی، خون گیری (در تدبیر استفراغ‌های دیگر. در تدبیر اعراض نفسانی. در تدبیر پیران. در تدبیر مسافران.
مقاله دوم مربوط به پیش‌بینی و پیش آگهی بیماری‌ها (مقدمه المعرفه) است و عنوان‌های آن در هفت باب نوشته شده‌است: در تدبیر شناختن بیماری. در تدبیر شناختن نضج (پختگی رسیدگی نضج: بهبود نسبی قبل از شفای کامل در تدبیر شناختن بحران. در تدبیر شناختن علامات سلامت و امیدواری. در تدبیر شناختن علت‌ها که بعلتی دیگر زایل شود. در حالهای که در تن مردم پدید آید و نشان بیماری بود که خواهد شد (علم العلامات یا نشانه شناسی). در شناختن وقت مرگ در بیماری‌ها.
بخش عملی کتاب خفی علایی هفت مقاله دارد:
مقاله یکم: در وصیت‌ها که طبیب را در علاج گوش بدان وسیله باید داشت.
مقاله دوم: در اشارت کردن علاج بیماری‌های اندام‌ها از سر تا پا، این مقاله هیجده باب دارد:در تدبیر بیماری‌های سر و دماغ. در تدبیر بیماری‌های چشم. در بیماری‌های گوش. در بیماری‌های بینی. در بیماری‌های زبان و دهان و حنجره و حلق. در زکام و نزله و سرفه و شوصه و ذات الجنب و ذات الریه و ضیق النفس. در بیماری‌های دل. در بیماری‌های معده. در انواع اسهال. در تدبیر انواع قولنج و تولد کرم‌ها. در بیماری‌های مقعد. در بیماری‌های جگر. در بیماری‌های سپرز. در تدبیر انواع یرقان. در انواع استسقاء. در بیماری‌های گرده و مثانه و خصیه و ذکر. در بیماری‌های زنان. در اوجاع مفاصل و نقرس و دوالی و داءالفیل.
مقاله سوم :در تبها.
مقاله چهارم: در آماس‌ها و جراحت‌ها و ریش‌ها.
مقاله پنجم: در علاج شکستگی استخوان و کوفتگی و بیرون آمدن بندها از جای خویش.
مقاله ششم: در تدبیر زینت و آراستگی بدن و پاک داشتن بشره.
مقاله هفتم: در علاج زهرها.
درآخر مقدمه خفی علائی گرگانی (جرجانی) به دلیل نام گذاری این کتاب اشاره کرده و نوشته است که این کتاب را در دو مجلد به قطع مطول (باریک و دراز) نوشته تا پزشکی که دائماً کار عملی می‌کند ولازم است خود را سریعاً با اسب به محل حادثه برساند (پزشک اورژانس) بتواند این کتاب را در موزه (چکمه سوار کاری) خود قرار داده تااگر لازم شد بتواند در حین سوارکاری نگاهی هم به آن بیندازد، بدین سبب این کتاب را خفی (قابل مخفی کردن در چکمه) علائی نامیده است. گرگانی در پایان مقئمه چنین نوشته است: به تمام کردن آن از ایزد تعالی توفیق یاری خواستم.